# Arena Gliwice
Die Arena Gliwice (auch Hala Widowiskowo-Sportowa Gliwice; deutsch Sport- und Unterhaltungshalle Gleiwitz, durch Sponsoring PreZero Arena Gliwice) ist eine Mehrzweckhalle in der südpolnischen Stadt Gliwice (deutsch Gleiwitz), Woiwodschaft Schlesien. Die kreisrunde Veranstaltungsarena mit einem geschwungenen Dach mit HP-Schale, das an einen Sattel erinnert, bietet maximal 17.178 Zuschauern (10.178 Sitz- und 7000 Stehplätze) Platz. Sie ist eine der größten und modernsten Hallen des Landes. Angeschlossen ist die Mała Arena (deutsch Kleine Arena), die u. a. für kleinere Veranstaltungen genutzt werden kann und 3360 Plätze (1092 Sitz- und 2268 Stehplätze) bietet. Es stehen 72 rollstuhlgerechte Plätze, die Hälfte für Begleitpersonen, bereit.

## Geschichte
1925 begannen die Planungen in der damals noch deutschen Stadt Gleiwitz für den Bau eines Stadions mit Leichtathletikanlage und 15.000 überdachten Plätzen. Auf dem Baugrund befand sich ein Sportplatz. Die Stadt investierte zu dieser Zeit in weitere Infrastruktur wie den Bahnhof und den Flughafen. So kam das Stadionprojekt nur langsam voran. Hinzu kamen 1929 Bergbauschäden, die die bis dahin geleisteten Arbeiten zerstörten. Es folgte die Weltwirtschaftskrise, sodass der Bau erst 1935 wieder aufgenommen werden konnte. Das Stadion XX-lecia w Gliwicach wurde im Juli des darauffolgenden Jahres fertiggestellt und am 2. September 1936 eröffnet. Die geplante Leichtathletikanlage und die Überdachung wurden nicht umgesetzt. Nach dem Zweiten Weltkrieg wurde das Stadion zwischen 1962 und 1965 modernisiert und auf 36.000 Plätze erweitert. 1967 ergänzte eine Sporthalle und ein Hotel das Gelände. Die Anlage wurde für viele sportliche und kulturelle Veranstaltungen genutzt. 1993 ging der Bau in den Besitz der Schlesischen Technischen Universität über. Durch fehlende finanzielle Mittel zur Instandhaltung verfiel das Stadion. Statt Renovierungsarbeiten kam man auf die Idee eine Mehrzweckhalle mit 15.000 Plätzen zu bauen.
2013 wurden die überwucherten Reste des Sportstätte für den Neubau abgerissen. Zunächst hoffte die Stadt auf finanzielle Unterstützung der Woiwodschaft Schlesien durch Gelder der Europäischen Union. Die Subventionen wurden nicht gezahlt, da nicht mal 30 km entfernt in Katowice die Spodek liegt und somit eine neue Halle unrentabel wäre. Ohne auf die Beendigung des Streits mit der Woiwodschaft zu warten, plante die Stadt ab April 2013 den Bau auf eigene Faust durchzuführen. Am 5. April unterschrieb die Stadt mit dem Bauunternehmen Mirbud S.A. einen Vertrag über den Bau einer Veranstaltungshalle. Der Bau sollte Mitte 2015 abgeschlossen sein. Im April 2017 entschied der Oberste Gerichtshof nach mehrjährigem Rechtsstreit, dass es keine finanziellen Hilfen geben werde. Zu dieser Zeit lagen die Kosten bei etwa 360 Mio. PLN. Zudem wurde noch ein Managementunternehmen für den Betrieb der Arena gesucht. Die Bauarbeiten begannen m Frühjahr 2013 und sollten nach Plan 27 Monate dauern. Er benötigte drei Jahre mehr. Insgesamt lagen die Kosten bei 420 Mio. PLN (rund 98 Mio. €). Durch eine Mehrwertsteuerrückerstattung erhielt die Stadt als Investor 70 Mio. PLN zurück. Das Sportministerium subventionierte die Errichtung mit 15 Mio. PLN, wodurch der Bau die Stadt etwa 330 Mio. PLN (etwa 77 Mio. €) gekostet hat.
Am 12. und 13. Mai 2018 wurde die neue Arena für das Publikum zur kostenlosen Besichtigung geöffnet. Es kamen über 32.000 Schaulustige, um sich die neue Attraktion der Stadt anzusehen. Der niederländische DJ Armin van Buuren trat am 30. Mai des Jahres als erster international bekannter Künstler in der Arena Gliwice auf. Es war auch die erste größere Veranstaltung in der Halle mit über 15.000 Besuchern. Die Halle ist für verschiedene Sportarten wie Leichtathletik, Tennis, Volleyball, Basketball, Handball, Hallenfußball oder Boxen ausgestattet. Unter der Arena befindet sich ein zweistöckiges Parkhaus. In der Halle befindet sich die Kletterwand Chwyciarnia Arena Gliwice. Sie ist die höchste Wand dieser Art in Europa.
Am 6. Juli 2023 erhielt die Halle den Sponsorennamen PreZero Arena Gliwice, durch das Unternehmen Prezero Polska aus dem Recycling und der Abfallwirtschaft. Mit PreZero soll ein selektives Abfallsammelsystem in der Arena eingeführt werden.

### Veranstaltungen
Nachdem Roksana Węgiel für Polen den Junior Eurovision Song Contest 2018 gewonnen hatte, wurde im März 2019 die Stadt Gliwice mit der Mehrzweckhalle als Austragungsort von der Europäischen Rundfunkunion (EBU) für die Veranstaltung 2019 ausgewählt.
Am 10. April 2019 traf die polnische Männer-Handballnationalmannschaft in der Qualifikation zur Europameisterschaft 2020 in der Arena Gliwice auf die deutsche Mannschaft. Die Gastgeber unterlagen mit 18:26 (10:13).
Die Arena war 2022 eine von drei Hallen der Volleyball-Weltmeisterschaft der Männer.
Im Juni 2024 und Juli 2025 war die Arena Austragungsort der Poland Darts Masters.